# Evangelický kostel (Sázava)
Evangelický kostel v Sázavě je chrám Páně sboru Českobratrské církve evangelické v Sázavě. Stavba stojí v severní části hřbitova. Jednolodní kostel s půlkruhovým závěrem a čtyřbokou věží na čelní straně, je typickou "toleranční" stavbou evangelické církve z 18. století. Kostel je chráněn jako kulturní památka České republiky.

## Historie
Sbor v Sázavě vznikl v roce 1784, kdy se sázavští evangelíci spojili s evangelíky z Horní Krupé a vznikl sbor v Sázavě a filiálka v Horní Krupé. Stavba kostela v Sázavě pak začala po získání povolení ke stavbě modlitebního domu, stavba započala 15. července 1785 a dokončena byla 13. října 1785, svěcení pak proběhlo 20. listopadu téhož roku. Tehdejší stavba neměla věž a měla pouze malá okna, byla pokryta šindelovou střechou a byl vydlážděn kamennou dlažbou. V roce 1885 pak byl kostel rozšířen, byla přistavěna věž, v témže roce byl kostel i rekonstruován a postavena márnice. Zvony byly získány již dříve z Černilova.
Fara byla postavena v roce 1848, farní škola v roce 1790.